# Carmen Serano
Carmen Serano (nacida Carmen Maria Robles; Chula Vista, California, 18 de agosto de 1973) es una actriz de cine y televisión estadounidense. Protagonizó la película de 2007 Urban Justice junto a Steven Seagal. Su papel más reconocido es el de Carmen Molina, la directora del colegio en la serie de televisión dramática Breaking Bad.

## Vida personal
Carmen está casada con el actor Greg Serano desde el 9 de mayo de 2007. Viven con su hijo Mark y sus hijas Cheyenne y Nya en California.

## Filmografía
- Malcolm & Eddie .... Laverna (1 episodio, 1999)
- Next Friday (2000) .... Chica #1
- King of the Jungle (2000) .... Mujer en la calle
- The Cross (2001) .... Mujer bautizada
- Save Me (2007) .... Anna
- The Flock (2007) .... Mujer disfrazada
- Urban Justice (2007)  .... Alice Park
- American Dream (2007) .... Victoria García
- Breaking Bad .... Carmen (4 temporadas, 2008–2013)
- Deadly Impact (2009) .... Isabel Ordóñez
- The Reunion (2011) .... Angelina
- Marvel's Runaways (2017-2018) ... Alice Hernández